# Manuel Torres Jiménez
Manuel Torres Jiménez (La Algaba, Sevilla, 5 de enero de 1991) más conocido como Manu Torres es un futbolista español que juega de centrocampista en el Wieczysta Kraków de la I Liga de Polonia.

## Trayectoria
Nacido en La Algaba, Torres se formaría en la cantera del Real Betis Balompié con el que llegó a jugar en juveniles. En 2010 firma con el Villarreal CF para jugar en su filial de Segunda División con el que jugaría dos partidos. Hizo su debut con el Villarreal Club de Fútbol "B" el 27 de agosto de 2010 en una derrota por 0-3 contra el Real Valladolid.
En el verano de 2011, Torres se marcharía a Alemania y firmó con el FC Schalke 04, siendo asignado al filial que jugaba en la Regionalliga West. Dos años después, al término de su contrato de dos años, se unió a Karlsruher SC firmando un contrato de tres temporadas. Hizo su debut profesional en la 2. Bundesliga, la segunda división del fútbol alemán el 16 de agosto de 2013, jugando los últimos minutos de la derrota en casa 1–2 frente al SpVgg Greuther Fürth, que más tarde sería su equipo. Marcó su primer gol de liga con el Karlsruher SC el 20 de octubre de 2013, contribuyendo a un empate 2-2 en 1. FC Kaiserslautern. 
El 9 de junio de 2017, firmaría un contrato con Greuther Fürth por tres temporadas. En enero de 2018 dejó el club alemán y se unió a AEL Limassol de la Primera División chipriota.
En la temporada 2018-2019, sufriría grave lesión de tobillo que le mantendría apartado gran parte de la temporada. Más tarde, ganaría la Copa de Chipre con AEL Limassol.
El 7 de septiembre de 2022, firma por el Wieczysta Kraków de la III Liga de Polonia.

## Clubes
| Club                             | País     | Año               |
| -------------------------------- | -------- | ----------------- |
| Villarreal Club de Fútbol "B"    | España   | 2010-2011         |
| Real Club Deportivo Mallorca "B" | España   | 2011              |
| FC Schalke 04 II                 | Alemania | 2011-2013         |
| Karlsruher SC                    | Alemania | 2013-2017         |
| Spielvereinigung Greuther Fürth  | España   | 2017-2018         |
| AEL Limassol                     | Chipre   | 2018 - 2022       |
| Wieczysta Kraków                 | Polonia  | 2022 - Actualidad |

## Palmarés

### Campeonatos nacionales
| Título         | Club         | País   | Año  |
| -------------- | ------------ | ------ | ---- |
| Copa de Chipre | AEL Limassol | Chipre | 2019 |